# جنگ بزرگ شمالی
جنگ بزرگ شمالی (۱۷۰۰–۱۷۲۱) جنگی بزرگ میان روسیه تزاری و امپراتوری سوئد بود که طی آن، روس‌ها به پیروزی رسیدند و اقتدار و برتری سوئد را در مناطق مرکزی، شرقی و شمالی اروپا از میان بردند. رهبران سیاسی روسیه و متحدانش به ترتیب پتر کبیر روسیه، فردریک چهارم پادشاه دانمارک-نروژ و آگوست دوم ملقب به نیرومند فرمانروای زاکسن و لهستان-لیتوانی بودند. فردریک چهارم و آگوست دوم، به ترتیب، در سال‌های ۱۷۰۰ و ۱۷۰۶ مجبور به ترک اتحاد خود با روسیه شدند اما دوباره در ۱۷۰۹ به این کشور پیوستند. همچنین، جرج یکم، دوک برونسویک-لونبورگ (هانوفر)، نیز در ۱۷۱۴ از طرف هانوفر و در ۱۷۱۷ هم از طرف بریتانیا وارد جنگ شد. به علاوه، فریدریش ویلهلم یکم فرمانروای براندنبورگ-پروس نیز در ۱۷۱۵ به این ائتلاف ضد سوئد پیوست.
کارل دوازدهم نیز ارتش سوئد را رهبری می‌کرد. متحدان سوئد هولشتاین-گوتورپ، چندین اشراف‌زاده لهستانی به رهبری استانیسلاو لکزینسکی و قزاق‌ها به رهبری ایوان مازپا بودند. امپراتوری عثمانی نیز در اثنای جنگ به کارل دوازدهم امان داد و با سوئد ضد روسیه همکاری کرد.
جنگ هنگامی آغاز شد که ائتلافی از دانمارک-نروژ، ساکسونی و روسیه به قلمروی سوئد و هولشتاین-گوتورپ حمله کردند. در این هنگام، شاه سوئد کارل دوازدهم تنها ۱۸ سال داشت و عملاً فاقد هرگونه تجربه‌ای در امور نظامی بود. سوئدی‌ها در ابتدا روسیه و دانمارک را شکست داده و حتی طی پیمان تراوندال، دانمارک را مجبور به خروج از جنگ ساختند. سپس، کارل دوازدهم برای شکست دادن روس‌ها وارد خاک روسیه شد اما در نبرد پلتاوا در ۱۷۰۹ شکست خورد. کارل دوازدهم به سرزمین‌های امپراتوری عثمانی گریخت. امپراتوری عثمانی به کمک کارل شتافت و در لشکرکشی رودخانه پروت بر روس‌ها فایق آمد اما همچنان روسیه دست بالا را در نبرد داشت.
هنگامی که کارل دوازدهم با عجله به سوی سوئد بازگشت، با حمله روسیه از سمت شرق و حمله دانمارک از سمت غرب مواجه شد و زمانی که برای شکست دادن دانمارکی‌ها در ۱۷۱۸ به نروژ رفته بود، در محاصره فردریکستن کشته شد. سرانجام این جنگ با شکست سوئد و انعقاد پیمان صلح نیستاد در ۱۷۲۱ میلادی پایان یافت.
این جنگ که با شکست سوئد و مطرح شدن روسیه به عنوان یک قدرت اروپایی و یک بازیگر جدید در صحنه سیاسی اروپا پایان یافت، صحنه سیاسی اروپا را دگرگون ساخت. سال‌های پایانی این جنگ، همراه بود با انعقاد پیمان‌های استکهلم (۱۷۱۹) میان سوئد با هانوور و پروس، پیمان فردریکسبرگ (۱۷۲۰) میان سوئد و دانمارک و سرانجام، پیمان نیشتاد میان سوئد و روسیه.
سوئد طی این عهدنامه‌ها، تمامی ایالات بالتیک و پومرانی سوئد را از دست داد. همچنین، اتحاد سوئد با هولشتاین-گوتورپ نیز خاتمه یافت. در سوئد نیز با مرگ کارل دوازدهم، دوره پادشاهی مطلقه به سرآمد و عصر آزادی به مدت ۵۰ سال آغاز شد.